# Alioune Sene
Alioune Sene (* 3. Februar 1996 in Dakar, Senegal) ist ein senegalesisch-französischer Leichtathlet, der sich auf den Stabhochsprung spezialisiert hat.

## Sportliche Laufbahn
Alioune Sene ist seit seinem 12. Lebensjahr als Leichtathlet aktiv und tritt seit 2013 in Wettkämpfen im Stabhochsprung an. Im Juni sprang er Saisonbestleistung von 5,02 m, bevor er im Juli zunächst bei den U18-Weltmeisterschaften in Donezk an den Start ging. Dabei blieb er allerdings deutlich hinter seiner Bestleistung zurück und verpasste mit 4,50 m die für den Einzug in das Finale geforderten 4,85 m. Eine Woche später wurde er Französischer U18-Meister. 2014 wurde er Französischer U20-Meister und gewann zudem die Silbermedaille bei den nationalen U23-Meisterschaften, bei denen er sich auf 5,20 m steigerte. 2015 übertraf er seine alte Bestleistung noch einmal um zehn Zentimeter und trat im Juli bei den U20-Europameisterschaften in Eskilstuna an, bei denen er seine Bestleistung bestätigte und damit die Bronzemedaille gewinnen konnte. 2016 zog er sowohl bei den Französischen Hallenmeisterschaften als auch bei den Französischen Meisterschaften in der Freiluft in das jeweilige Finale ein, ohne allerdings eine Medaille gewinnen zu können. Im Laufe der Saison verbesserte er sich auf eine Bestleistung von 5,60 m.
2017 übersprang Sene 5,53 m in der Halle und belegte im Februar den vierten Platz bei den Französischen Hallenmeisterschaften. Im Juli belegte er den fünften Platz bei den Französischen Meisterschaften. 2017 übersprang er im Mai die Marke von 5,70 m, bevor er im Juni die Goldmedaille bei den U23-Mittelmeerspielen in Italien gewinnen konnte. Im August nahm er bei den Europameisterschaften in Berlin an seinen ersten internationalen Meisterschaften bei den Erwachsenen teil und konnte dabei direkt in das Finale einziehen. Darin kam er dann allerdings nur auf übersprungene 5,30 m, womit er als Zwölfter den letzten Platz belegte. 2019 gewann Sene die Bronzemedaille bei den Französischen Hallenmeisterschaften. Anfang März trat er bei den Halleneuropameisterschaften in Glasgow an, verpasste allerdings als 14. der Qualifikation den Einzug in das Finale. Im Juli stellte er in Monaco persönliche Bestleistung mit übersprungenen 5,72 m auf, bevor er zwei Wochen später Französischer Vizemeister wurde. Bei den Weltmeisterschaften in Doha scheiterte er bei seinem WM-Debüt anschließend in der Qualifikation.

## Wichtige Wettbewerbe
| Jahr                   | Veranstaltung               | Ort                    | Platz                  | Disziplin              | Höhe                   |
| Startet für Frankreich | Startet für Frankreich      | Startet für Frankreich | Startet für Frankreich | Startet für Frankreich | Startet für Frankreich |
| ---------------------- | --------------------------- | ---------------------- | ---------------------- | ---------------------- | ---------------------- |
| 2013                   | U18-Weltmeisterschaften     | Donezk                 | 19.                    | Stabhochsprung         | 4,50 m                 |
| 2015                   | U20-Europameisterschaften   | Eskilstuna             | 3.                     | Stabhochsprung         | 5,30 m                 |
| 2018                   | Europameisterschaften       | Berlin                 | 12.                    | Stabhochsprung         | 5,30 m                 |
| 2019                   | Halleneuropameisterschaften | Glasgow                | 14.                    | Stabhochsprung         | 5,35 m                 |
| 2019                   | Weltmeisterschaften         | Doha                   | 26.                    | Stabhochsprung         | 5,45 m                 |

## Persönliche Bestleistungen
Freiluft
- Stabhochsprung: 5,73 m, 16. Juni 2021, Cergy-Pontoise

Halle
- Stabhochsprung: 5,76 m, 27. Februar 2022, Miramas